# Riserva regionale Bosco di Sant'Antonio
La riserva naturale Bosco di Sant'Antonio, nota semplicemente come Bosco di Sant'Antonio, è stata un'area naturale protetta di 550 ha, istituita nel 1985 e situata nel comune di Pescocostanzo, in provincia dell'Aquila.

## Descrizione

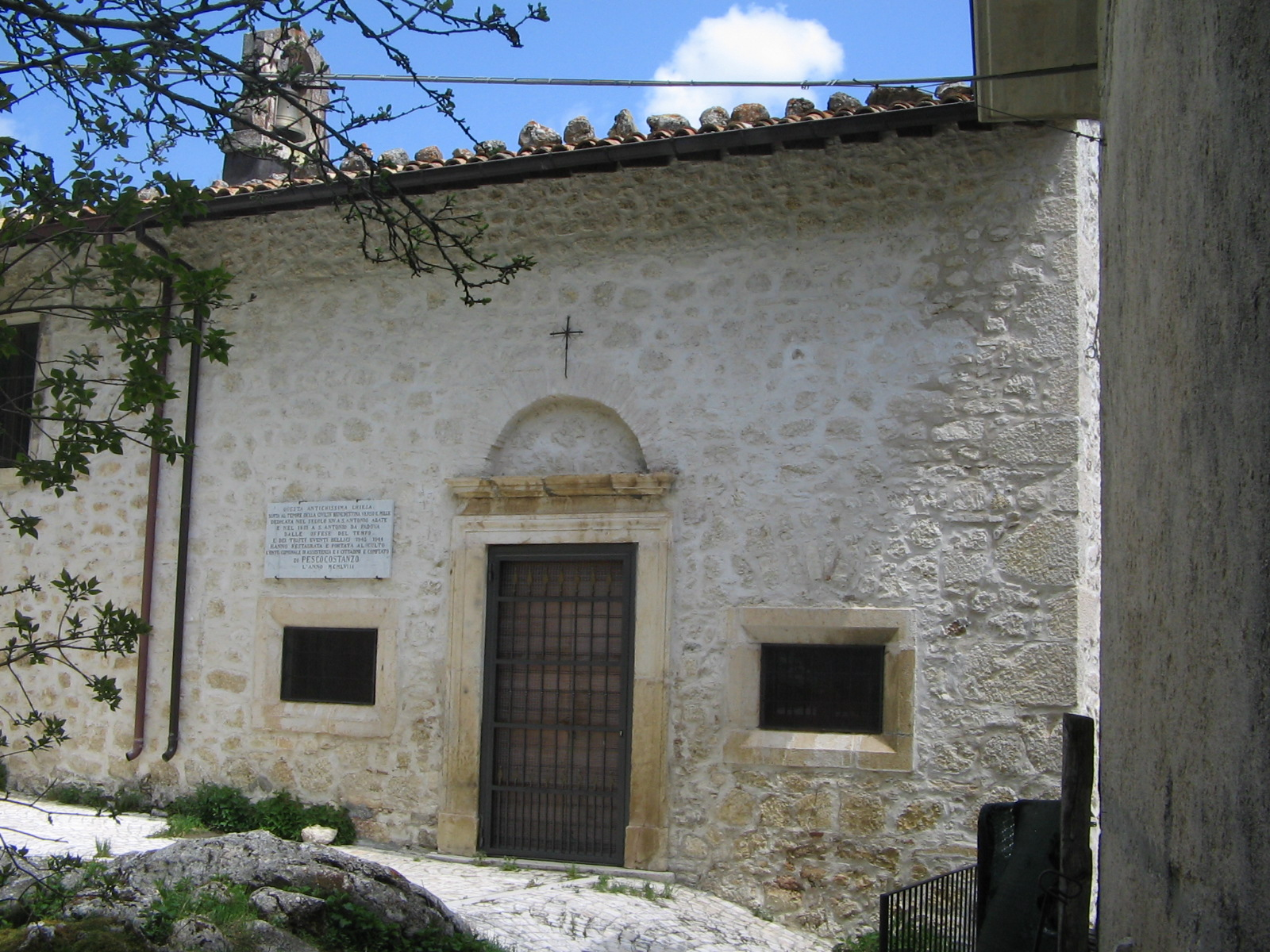
L'eremo di Sant'Antonio, situato all'interno della riserva

Situata in località Difesa, la riserva occupa una superficie di 550 ha, pari a quasi 6 km², tra i rilievi del monte Pizzalto e del monte Rotella, con un dislivello che spazia dai 1280 m s.l.m. ai 1420 m s.l.m.. Il bosco, di 70 ha di estensione, considerato in età classica un lucus, ossia un luogo sacro devoluto a Giove, e attraversato da una via che connetteva Corfinium a Aequum Tuticum, nel Medioevo fu consacrato prima a sant'Antonio abate e poi a sant'Antonio da Padova, da cui il nome, ospitando inoltre al suo interno l'omonimo eremo. Il bosco, che comprende tre nuclei di vegetazione arborea, denominati "Difesa", "Primo Colle" e "Secondo Colle", si presenta come un'estesa faggeta secolare a fustaia, i cui alberi subito dopo la data di costituzione della riserva, avvenuta nel 1985, sono stati sottoposti a "capitozzatura", una particolare tecnica di potatura che ha consentito loro di raggiungere ampie dimensioni e di ramificarsi a forma di candelabro, anche per fornire riparo al bestiame domestico nelle giornate di pascolo e far sì che la luce naturale possa preservare la crescita della copertura erbacea. Infatti il pascolo degli animali domestici dentro o al di fuori del bosco continua ad essere praticato, come testimoniato dalle varie masserie di allevatori presenti all'interno del perimetro della zona tutelata. Durante i mesi invernali la selva è percorsa da anelli e sentieri per lo sci di fondo. La strada provinciale 55 la collega a nord con il territorio del comune di Cansano e a sud a quello di Pescocostanzo, gestore della riserva, attraversando il Primo Campo.

## Storia
La riserva è stata istituita con legge regionale n. 66 del 12 dicembre 1985 come riserva naturale regionale; tale data l'ha resa la prima in Abruzzo per ordine cronologico di istituzione. Dal 1991 è stata compresa nel territorio del parco nazionale della Maiella, all'interno della zona A, e quindi abrogata nel 1999. Nel 1994 è comparsa nel docufilm Mille anni di Ermanno Olmi, incentrato sugli alberi monumentali presenti in essa.

## Flora
La flora della riserva comprende per le piante erbacee e floreali, specie di ciclamino primaverile, coralloriza trifida, elleborina comune, elleborina purpurea, elleboro fetido, genziana maggiore, leucantemo coronopifolio, peonia selvatica, rosa selvatica e stellina odorosa, mentre per quanto riguarda le piante arboree, vi sono specie di agrifoglio, acero campestre, acero d'Ungheria, acero di monte, acero opalo, acero riccio, biancospino, carpine nero, cerro, ciliegio, ciliegio canino, faggio, fior di stecco, fragola di bosco, melo selvatico, pero selvatico, pioppo nero, quercia, tasso, uva spina e vitalba. Tra i funghi, vi sono il poliporo squamoso e la tignosa vinata, oltre a varie specie di licheni, che assieme ai muschi, ricoprono le radici degli alberi e i massi di pietre dell'area protetta.

## Fauna
La riserva, per la sua posizione, fa da corridoio tra il parco nazionale d'Abruzzo, Lazio e Molise e il parco nazionale della Maiella: infatti diversificata è la fauna, che comprende, per i grandi e i piccoli mammiferi, specie di cinghiale, donnola, gatto selvatico, ghiro, lepre, lupo appenninico, orso bruno marsicano, scoiattolo, talpa, tasso e volpe, e tra gli uccelli, rapaci e non, specie di allocco, astore, averla piccola, balia dal collare, calandro, codirosso, falco pecchiaiolo, luì verde, picchio dorsobianco (o dalmatino), picchio muratore, picchio rosso minore, picchio verde, poiana, rampichino, saltimpalo, sparviero, tordella e tordo bottaccio.